# 大富翁2
《大富翁2》是1993年由大宇資訊發行的電子遊戲，且為該公司的大富翁系列第二套作品。

## 遊戲內容

### 方法
遊玩方式與紙上版的大富翁遊戲相同，為在地圖上設法購得最多的土地資產、以獲得最佳成績。
《大富翁2》與前代相比之下增加了能引發各種效果的卡片道具，或是一些會隨機附著在遊戲人物上、能產生獲得或虧損金額的神祇角色，以及在關卡地圖中穿插額外的博弈小遊戲等。

### 模式
可選擇的遊戲模式中分成單人模式或多人模式兩種。在單人模式中玩家要操控遊戲角色為前作「阿土伯」的兒子(後改為孫子)「阿土仔」。玩家必須讓阿土仔能在「台灣」、「香港」及「大富翁城」三種場地闖關成功，才能得到結局畫面。
在多人模式中則可任一選擇台灣、香港、大富翁城場地進行遊戲，亦可以選擇阿土仔外的七名角色，但只限於各個區域使用。而在往後大富翁系列裡擔任要角的「孫小美」、「錢夫人」等遊戲人物也在此作品首次登場。

### 细节
本游戏有许多有趣的细节。
- 如将地雷与路障放在同一格，会产生骷髅。效果是路过此格的人无条件被炸入医院。
- 游戏人物的座驾分三种——自行车，红汽车与蓝汽车。在总资金达到一定程度后会自动更换更好的座驾（但不会因资金的多少降档）。其中阿土仔是唯一一个骑自行车开局的角色。除了外观外，座驾对游戏进程没有任何影响。
- 此大富翁城場地以台北市為背景。

### 登場角色
阿土仔、大老千、孫小美、錢夫人、黛安娜、小乖乖、金太郎、約翰喬。

## 評價
電子遊戲雜誌《軟體世界》認為《大富翁2》在畫面上、以及音樂的旋律有著良好的表現，雖然程式的AI在遊戲中會有疑似作弊的情形發生，整體仍是值得一玩的作品。

## 外部連結
- 大宇大富翁《大富翁2》 （页面存档备份，存于）